# Tabanus virgulatus
Tabanus virgulatus är en tvåvingeart som beskrevs av Austen 1922. Tabanus virgulatus ingår i släktet Tabanus och familjen bromsar. Inga underarter finns listade i Catalogue of Life.